# اس‌ام‌اس پانتر (۱۸۸۵)
اس‌ام‌اس پانتر (۱۸۸۵) (به انگلیسی: SMS Panther (1885)) یک کشتی است. این کشتی در سال ۱۸۸۵ ساخته شد.